# Проституция в Замбии
Проституция в Замбии легальна и распространена. Связанные с этим действия, такие как домогательства и сводничество, запрещены. По оценкам ЮНЭЙДС, в столице Лусаке насчитывается 9 285 проституток. Многие женщины выбирают проституцию как работу вследствие бедности. Секс-работники сообщают, что правоохранительные органы коррумпированы, непоследовательны и часто злоупотребляют своими обстоятельствами.
В столице Замбии некоторые проститутки поступают в колледжи, чтобы получить комнату в кампусе для работы.
В Замбии существует огромная проблема, связанная с детской проституцией. Существует распростраёенное ложное мнение, что половой акт с девственницей излечит СПИД. ВИЧ и секс-торговля также являются проблемами в стране.

## История
До прибытия европейцев проституция существовала вдоль торговых путей на большие расстояния, особенно вокруг домов отдыха.
С 1850 года число европейцев, поселившихся в Замбии, значительно увеличилось. Большинство из них были одинокими мужчинами, которые нанимали «мальчиков-поваров» в качестве прислуги. В обязанности «мальчиков-поваров» входило нанимать проституток для своих работодателей. Женщины стала известны как «Женщины-повара».
Начиная с 1900-х годов, многие мужчины переезжали из сельской местности в развивающиеся промышленные районы в поисках работы. Некоторые работали на оловянных и свинцовых рудниках в Кабве, другие работали на строительстве железной дороги Ливингстон — Катанга. Эти мужчины. живущие вдали от своих жён, создали спрос на проституцию в этих районах. В Лусаке проститутки создали поселения рядом с жилыми районами рабочих.
В 1920-х и 1930-х годах была налажена крупномасштабная добыча полезных ископаемых в Коппербелте. Рабочие шахты создали огромный спрос на проституцию. Проститутки также готовили и стирали для шахтёров и были известны как «женщины для утех».
К 1930 году ЗППП были широко распространены среди трудящихся-мигрантов. Местные власти изгнали всех незамужних женщин из лагерей трудящихся-мигрантов в Коппербелте. Колониальное правительство установило блокады на автобусных остановках и транзитных маршрутах в 1939 году в попытке остановить проституток, путешествующих в районы, где работали мужчины. В результате вдоль маршрутов трудовых мигрантов начали появляться публичные дома, которые стали известны как «маршруты эксортниц». Тропа Мулобези- Монгу в Западной провинции была особенно известна своими борделями.
После победы Замбии над Ганой в полуфинале Кубка африканских наций 2012 года многие проститутки предложили болельщикам бесплатный секс в рамках празднования.

## ВИЧ
ВИЧ является серьёзной проблемой в Замбии. Страна занимает седьмое место по распространённости в мире. Секс-работники относятся к группе высокого риска. Использование презервативов невелико, отчасти из-за убеждения, что обрезанные мужчины не могут распространять инфекцию. По оценкам ЮНЭЙДС, распространённость ВИЧ среди работников секс-бизнеса составляет 56,4 %.

## Секс-торговля
Замбия является страной происхождения, транзита и назначения женщин и детей, подвергающихся сексуальной торговле. В то время как сироты и беспризорные дети наиболее уязвимы, дети из богатых деревенских семей также подвергаются риску торговли людьми, потому что отправка детей в город на работу воспринимается как придание статуса. Замбийские мальчики и девочки подвергаются сексуальной эксплуатации со стороны водителей грузовиков в городах вдоль границ Зимбабве и Танзании и шахтёров в Солвези. Замбийские мальчики подвергаются сексуальной торговле в Зимбабве, а женщины и девочки подвергаются сексуальной торговле в Южной Африке. Внутри страны расширенные семьи и доверенные семейные знакомые способствуют торговле людьми.
Женщины и дети из соседних стран подвергаются сексуальной эксплуатации в Замбии. Китайские торговцы людьми привозят китайских женщин и девочек для сексуальной эксплуатации в публичных домах и массажных салонах в Лусаке; торговцы людьми используют подставные компании, выдаваемые за туристические агентства, чтобы заманивать китайских жертв и координировать свои действия с замбийскими посредниками и посредниками. В Замбии были выявлены потенциальные жертвы торговли людьми из Эфиопии, Демократической Республики Конго и Сирии.
Управление Государственного департамента США по мониторингу и борьбе с торговлей людьми относит Замбию к стране второго уровня.